# 陸前豐里車站
陸前豐里車站（日语：／ Rikuzen-toyosato eki */?）是一位於日本宮城縣登米市豐里町，東日本旅客鐵道（JR東日本）氣仙沼線沿線的鐵路車站。

## 車站構造
島式月台1面2線的地面車站。站舍與月台以跨線天橋連絡。

### 月台配置
| 月台 | 路線      | 方向 | 目的地             |
| ---- | --------- | ---- | ------------------ |
| 1    | ■氣仙沼線 | 上行 | 前谷地、小牛田方向 |
| 2    | ■氣仙沼線 | 下行 | 柳津方向           |

## 利用狀況
- 2009年度每日平均旅運人次為148人次。

## 歷史
- 1968年10月24日 - 設站
- 1987年4月1日 - 日本國鐵分割民營化，本站的營運劃由JR東日本繼承。

## 相鄰車站
東日本旅客鐵道
■氣仙沼線
篦丘－陸前豐里－御岳堂

## 外部連結
- （日語）陸前豐里車站（JR東日本） （页面存档备份，存于）